# Вайзенегг
Вайзенег (нем. Waisenegg) — коммуна (нем. Gemeinde) в Австрии, в федеральной земле Штирия. 
Входит в состав округа Вайц.  Население составляет 1137 человек (на 31 декабря 2005 года). Занимает площадь 26,04 км². Официальный код  —  61754.

## Политическая ситуация
Бургомистр коммуны — Франц Тифенграбер (АНП) по результатам выборов 2005 года.
Совет представителей коммуны (нем. Gemeinderat) состоит из 15 мест.
- АНП занимает 10 мест.
- СДПА занимает 4 места.
- АПС занимает 1 место.